# Asaca CARD
Asaca CARD（アサカカード）は、旭川電気軌道が2012年11月1日に導入したICカード乗車券である。

## 概要
- ソニーが開発したFeliCaを採用し、小田原機器がシステム開発をしている。
- 図柄は青色と、導入当初限定でピンク色のベースのものがあった。いずれも旭川市内にあり石狩川にかかる旭橋と、旭川市のゆるキャラ「あさっぴー」が描かれ、「Asaca」のロゴが入っている[2]
- チャージに対しプレミアムが積み増しされるということもあり、Asacaサービス開始と引き換えに2012年10月31日をもって紙製回数券の発売を取りやめた。但し、発売済みの回数券は今後も利用できる。
- また同時に、1991年4月から全国で唯一クレジットカード（日専連旭川カード、磁気式）での乗車ができたが、Asaca導入にともない、2012年3月で廃止した。
- 不要になった場合、総合案内所、営業所へ返却すると払い戻し額とデポジットから解約手数料を差し引いた額が返ってくる[3]。
- 機器等で10年間利用がなかった場合、失効する。

## 販売場所

### 窓口・営業所
- 旭川電気軌道総合案内所（旭川市宮下通9丁目 ツルハビル旭川駅前1F）
- 共栄営業所（旭川市東旭川町共栄128）

### 自動販売機設置場所
- （アモールショッピングセンター（旭川市豊岡3条2丁目）2013年4月11日-
- 東神楽町役場1階　2013年4月11日-
- 東神楽町ふれあい交流館（東神楽町ひじり野北1条1丁目）2014年10月1日-
- イオンモール旭川西（旭川市緑町23丁目）2014年10月16日-
- 道の駅ひがしかわ「道草館」（東川町東町1丁目）2016年7月22日-
- 春光バスセンター(旭川市春光3条8丁目)
- 無印良品旭川花咲店内(旭川市春光1条8丁目)

カード自動販売機では、以下の機能が利用可能である。
- 無記名式ICカードの発売（自動販売機では一般カードのみ販売）
- SFカードのチャージ（1,000円単位、5,000円まで）※道北バス「Doカード」にも対応
- 定期券の継続　※平日定期は取扱不可
- 利用履歴照会（直近20件まで確認可能。項目は利用月日、利用金額、乗降停留所及び残額。）

## 販売額（チャージ額）・利用可能額
| 販売額 チャージ額 | 利用可能額   | 利用可能額       |
| 販売額 チャージ額 | 一般・障害者 | 勤学・通学・小児 |
| ----------------- | ------------ | ---------------- |
| 1,500円※          | 1,650円      | 1,950円          |
| 1,000円           | 1,100円      | 1,300円          |
| 2,000円           | 2,200円      | 2,600円          |
| 3,000円           | 3,300円      | 3,900円          |
| 4,000円           | 4,400円      | 5,200円          |
| 5,000円           | 5,500円      | 6,500円          |

※カード販売時。別途デポジット（保証金）500円が必要。
- SF残高について、一般・障害者用については20,000円を超えることはできない。
- 1時間以内に2本のバスを乗り継いだ場合、乗り継いだ区間の運賃が100円（小児50円）引きとなる（道北バスとも可能、ただし同一停留所または指定近隣停留所間での乗り継ぎ。同一区間の往復利用、カードの複数人での利用は適用されない。）[4]。
- 勤学・学生・小児用カードは、記名式ICカードである。発行時、乗車証明書（身分証明書）が同時に発行され、Asaca CARD利用時には提示が求められている。

## 利用区間

相互利用関係（クリックで拡大）

- 旭川電気軌道全路線。道北バスのDoカードと2015年2月1日より相互利用[5]。

## エコ定期券
通勤定期券（平日通勤定期も含む）をエコ定期券として利用することが可能である。但し、土曜・休日のみ適用される。
|              |              | 通勤定期 | 通勤定期   | 平日通勤定期 | 平日通勤定期 |
| ------------ | ------------ | -------- | ---------- | ------------ | ------------ |
| 定期区間     | 定期区間外   | 定期区間 | 定期区間外 |              |              |
| 定期券所持者 | 定期券所持者 | -        | 100円      | 150円        | 150円        |
| 同伴家族     | 大人         | 100円    | 100円      | 100円        | 100円        |
| 同伴家族     | 小人         | 50円     | 50円       | 50円         | 50円         |

通勤定期券所持者本人と、同伴した同居家族が上記の運賃で乗車することができる。

## 利用方法

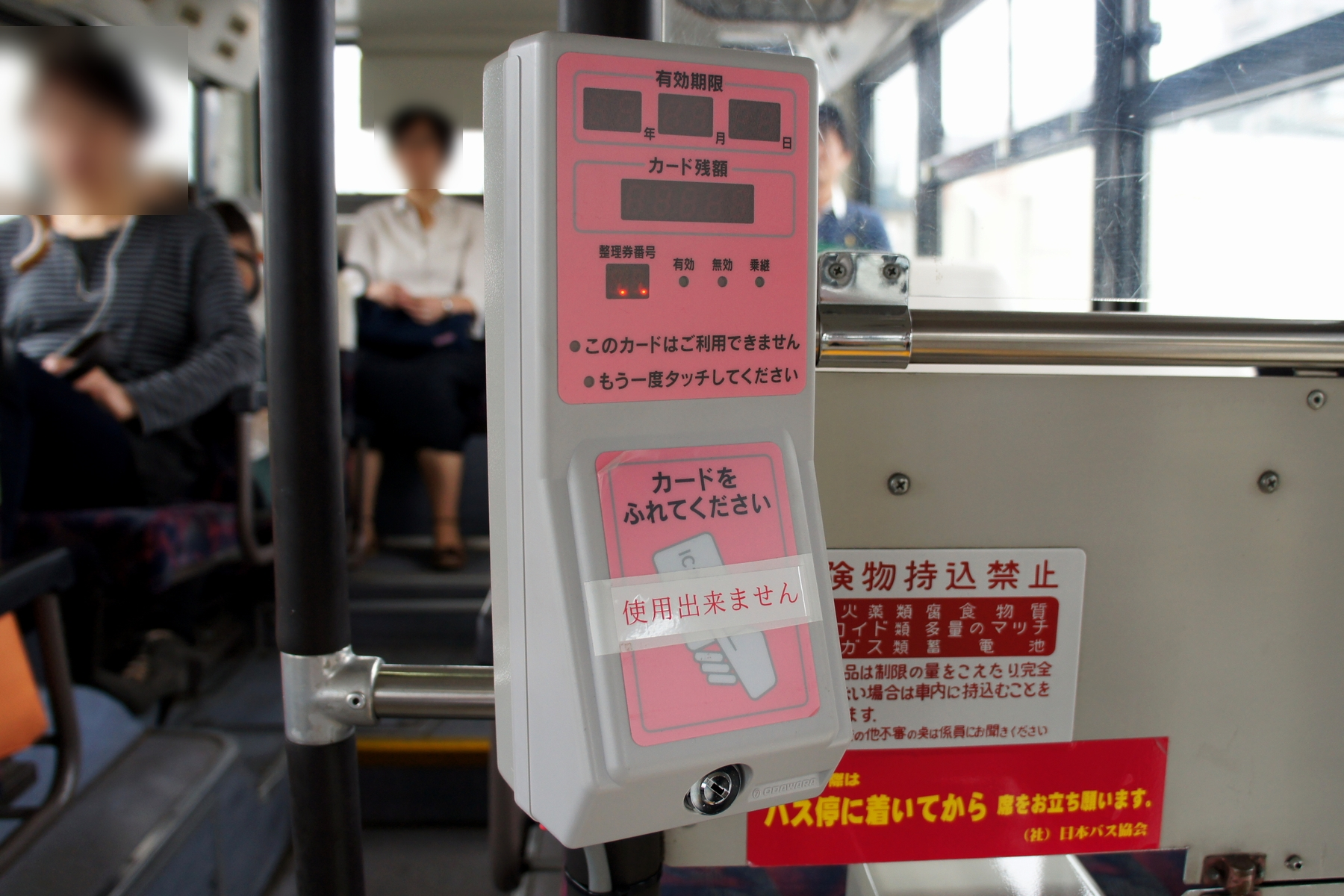
乗車口のカードリーダー

- 乗車時は乗車口のカードリーダーに、降車時は運賃箱のカードリーダーにカードをかざす。
- 同伴者の運賃をAsaca CARDで支払う場合、降車時にカードをかざす前に運転手に申し出る。
- チャージは1,000円単位、5,000円まで、自動販売機や総合案内所・各営業所の窓口、バス車内での運転手への申し出によって行う。

## 有効期限
記名式カードには、有効期限が設けられている。
| カード種別    | カード種別   | 有効期限                            |
| ------------- | ------------ | ----------------------------------- |
| 無記名式Asaca | -            | 無期限                              |
| 記名式Asaca   | IC定期乗車券 | 無期限                              |
| 記名式Asaca   | 勤学・通学用 | 各学校卒業年の3月末日               |
| 記名式Asaca   | 小児用       | 満12歳の誕生日前日から直近の3月末日 |
| 記名式Asaca   | 障害者用     | 発行日から1年間                     |

有効期限終了後は、契約変更することによって継続利用することができる。